# Tylobolus monachus
Tylobolus monachus är en mångfotingart som först beskrevs av Chamberlin 1949.  Tylobolus monachus ingår i släktet Tylobolus och familjen Spirobolidae. Inga underarter finns listade i Catalogue of Life.